# 中日德兰足球俱乐部
中日德兰足球俱乐部（丹麥語：FC Midtjylland，簡稱FCM）是位於丹麦中日德兰大区海寧市鎮的一个足球俱乐部，成立于1999年。该队现参加丹麥足球超級聯賽，並贏得4次冠軍。

## 历史
1999年，两名商人在海宁创办了中日德兰足球俱乐部。同年，创办于1918年的海宁前锋俱乐部（Herning Fremad）和创办于1935年的伊卡斯特足球俱乐部（Ikast FC）并入中日德兰足球俱乐部。
2000年，中日德兰以丹麦足球甲级联赛有史以来最高的积分晋级到丹麦足球超级联赛。
2014年7月，英格兰俱乐部布伦特福德的老板马修·贝纳姆成为中日德兰足球俱乐部母公司FCM Holding的大股东。
2014–15赛季，中日德兰首次赢得了联赛冠军。后来，他们在2017–18和2019–20赛季再次赢得了两个联赛冠军，随后在2020–21赛季历史上首次晋级欧洲冠军联赛小组赛阶段。
2023年8月15日，俱乐部宣布丹麦服装品牌绫致时装的控股公司HEARTLAND收购了马修·贝纳姆的股份，成为俱乐部的大股东（该公司还控股了葡超球队馬夫拉體育會）。俱乐部同时还宣布将于2024年开始开展女子足球项目。
2023–24赛季，在丹超联赛争冠组附加赛的最后一个比赛日，中日德兰以3–3战平锡尔克堡，以1分的优势力压布隆德比，第4次夺得联赛冠军。

## 主場球場
中日德兰的主場球場是MCH竞技场（MCH Arena），於2003年落成啟用，初時稱為「海寧展覽中心球場」（Messecenter Herning Stadion），其後於2004至2009年獲北歐航空贊助冠名稱為「SAS競技場」（SAS Arena）。2009年7月1日改为现名。

## 荣誉
- 丹麥足球超級聯賽
  - 冠軍：2014–15, 2017–18, 2019–20, 2023–24
  - 亞軍：2006–07, 2007–08, 2018–19, 2020–21, 2021–22

- 丹麥盃
  - 冠軍：2018–19, 2021–22
  - 亞軍：2002–03, 2004–05, 2009–10, 2010–11

## 著名球員
- （Simon Kjær）
- （Leon Jessen）
- （Jakob Poulsen）
- （Simon Busk Poulsen）
- （Morten Skoubo）
- （Mohamed Zidan）
- （Winston Reid）
- （Rafael van der Vaart）

## 外部連結
- 官方网站（页面存档备份，存于）